# 아리스토텔레스의 여성관
아리스토텔레스의 여성관은 중세 말기까지 그를 절대 권위로 신봉한 서양 사상가들에게 큰 영향을 미쳤으며, 고로 여성사에서도 중요한 주제로 다루어지고 있다. 아리스토텔레스는 여성은 남성에게 종속된 존재이나 노예보다는 우월한 존재라고 보았다. 《정치학》 제12장에서 그는 “노예에게는 생각하는 요소가 결여되어 있다. 여성은 그 요소는 갖고 있으나 권능이 결여되어 있다. 아이는 요소를 갖고 있으나 불완전하다”라고 썼다. (1260a11)